# Elaeocarpus nitentifolius
Elaeocarpus nitentifolius är en tvåhjärtbladig växtart som beskrevs av Merr. & Chun. Elaeocarpus nitentifolius ingår i släktet Elaeocarpus och familjen Elaeocarpaceae. Inga underarter finns listade i Catalogue of Life.